# Донев, Доньо
До́ньо Петро́в До́нев (болг. Доньо Петров Донев; 27 июня 1929, Берковица, Болгария — 28 ноября 2007, София, Болгария) — болгарский кинорежиссёр, сценарист, художник и педагог. Народный артист НРБ (1986).

## Биография
В 1954 году окончил графическое отделение Художественной академии в Софии, а в 1959 году стажировался на «Союзмультфильме» в Москве. Один из зачинателей и лучших мастеров болгарского анимационного кино. Автор более 100 мультфильмов. Ряд его картин отмечен премиями Международных кинофестивалей (Хихон, Барселона, Лондон, Оберхаузен, Тампере, Бостон, Салоники, Варна, Бильбао, Краков и других). В 1954—1956 годах работал карикатуристом газеты «Вечерни новини». Преподавал анимацию в ВИТИСе (профессор). Член БКП с 1974 года.

## Избранная фильмография

### Режиссёр
- 1962 — Цирк / Цирк
- 1967 — Стрелки / Стрелци
- 1970 — Три дурака / Тримата глупаци
- 1970 — Жоро, Шаро и Мара – приключения в горах / Жоро, Шаро и Мара - Приключение в гората
- 1972 — Три дурака – охотники / Тримата глупаци – ловци
- 1972 — Умная деревня / Умно село
- 1973 — Де-факто / Де факто
- 1974 — Три дурака и корова / Тримата глупаци и кравата
- 1976 — Музыкальное дерево / Музикалното дърво
- 1977 — Три дурака и дерево / Тримата глупаци и дървото
- 1977 — Гиблое дело / Кауза пердута
- 1978 — Три дурака и дура / Тримата глупаци и глупачката
- 1979 — Три дурака – атлеты / Тримата глупаци – атлети
- 1980 — Три дурака – педагоги / Тримата глупаци – педагози
- 1982 — Три дурака – рыбаки / Тримата глупаци – рибари
- 1985 — Назовём их Монтекки и Капулетти / Нарекохме ги Монтеки и Капулети
- 1989 — Три дурака в ресторане / Тримата глупаци в ресторанта
- 1989 — Волчья сюита / Вълча сюита
- 1990 — Три дурака без остановки / Тримата глупаци нон стоп

### Сценарист
- 1973 — Де-факто / Де факто
- 1976 — Музыкальное дерево / Музикалното дърво
- 1977 — Три дурака и дерево / Тримата глупаци и дървото
- 1977 — Гиблое дело / Кауза пердута
- 1979 — Три дурака – атлеты / Тримата глупаци – атлети
- 1980 — Три дурака – педагоги / Тримата глупаци – педагози
- 1985 — Назовём их Монтекки и Капулетти / Нарекохме ги Монтеки и Капулети
- 1989 — Три дурака в ресторане / Тримата глупаци в ресторанта
- 1990 — Три дурака без остановки / Тримата глупаци нон стоп

### Художник
- 1958 —  / Мишок и молив
- 1962 — Цирк / Цирк
- 1967 — Стрелки / Стрелци
- 1970 — Три дурака / Тримата глупаци
- 1972 — Три дурака – охотники / Тримата глупаци – ловци
- 1972 —  / Тихият беглец (игровой фильм)
- 1972 — Умная деревня / Умно село
- 1973 — Три дурака и автомобиль / Тримата глупаци и автомобилът
- 1973 — Де-факто / Де факто
- 1974 — Три дурака и корова / Тримата глупаци и кравата
- 1976 — Музыкальное дерево / Музикалното дърво
- 1977 — Три дурака и дерево / Тримата глупаци и дървото
- 1977 — Гиблое дело / Кауза пердута
- 1978 —  / Миша симфония
- 1978 — Три дурака и дура / Тримата глупаци и глупачката
- 1979 — Три дурака – атлеты / Тримата глупаци – атлети
- 1980 —  / Мише састезание
- 1980 — Три дурака – педагоги / Тримата глупаци – педагози
- 1982 — Три дурака – рыбаки / Тримата глупаци – рибари
- 1985 — Назовём их Монтекки и Капулетти / Нарекохме ги Монтеки и Капулети
- 1989 — Три дурака в ресторане / Тримата глупаци в ресторанта
- 1989 — Волчья сюита / Вълча сюита
- 1990 — Три дурака без остановки / Тримата глупаци нон стоп

## Награды
- 1965 — орден «Кирилл и Мефодий»
- 1972 — Заслуженный артист НРБ
- 1986 — Народный артист НРБ
- 2000 — орден «Стара планина» 1-й степени